# بيل أرمسترونغ ويتني
بيل أرمسترونغ ويتني (بالإنجليزية: Belle Armstrong Whitney)‏ هي صاحبة رواق ‏ وكاتِبة أمريكية، ولدت في 27 سبتمبر 1861 في بوسطن في الولايات المتحدة، وتوفيت في أغسطس 1922.